# Envelliment del vi

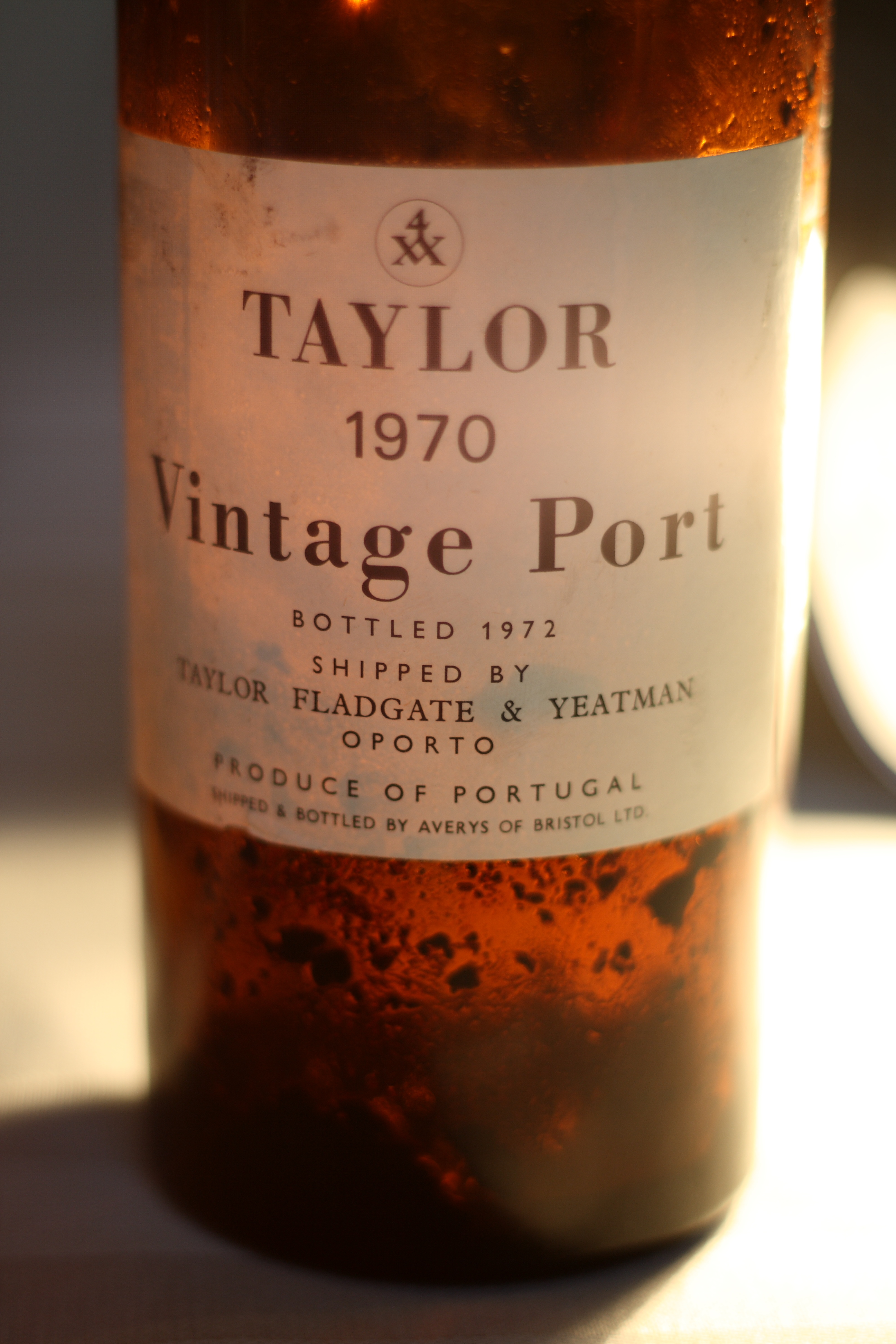
A manera que el vi madura, els sediments que s'hi desenvolupen sovint resten a l'ampolla quan el vi es decanta.

L'envelliment de vi, la capacitat de millorament potencial de la seva qualitat, distingeix el vi de la majoria de productes de consum. Mentre que el vi és quelcom que amb el temps es deteriora, complexes reaccions químiques que involucren els sucres, àcids i compostos fenòlics (com els tanins) del vi poden alterar-ne l'aroma, color, sensació a la boca o el sabor d'una manera que pot ser més agradable per al tastador. La capacitat d'un vi d'envellir es veu influïda per molts factors incloent-hi la varietat de raïm, la verema, les pràctiques de viticultura, o la regió i estil del vi. Les condicions en les quals un vi es manté un cop embotellat també poden influir en l'eficàcia de l'envelliment del vi i poden requerir un important capital de temps i diners.

## Història

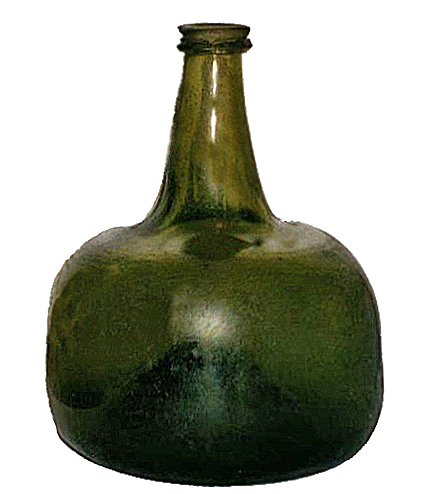
El desenvolupament d'ampolles de vidre amb el tap de suro va fer possible envellir el vi de forma més consistent.

Els antics grecs i romans eren conscients del potencial dels vins envellits. A Grècia, els exemplars primerencs de vins dolços assecats destacaren per la seva capacitat d'envellir gràcies a seu alt contingut de sucre (vegeu: Tipus de vi). Aquests vins foren emmagatzemats en àmfores de fang tancades i mantingudes durant molts anys. A Roma, els vins més buscats -els vins de Falerna i Surrentine- eren molt apreciats per la seva capacitat d'envellir durant dècades. En l'evangeli segons Lluc, s'assenyala que el "vi vell", és més valorat que el "vi nou" (Lluc 05:39). El metge grec Galè va escriure que el "sabor" de vi envellit era desitjable i que això es podia dur a terme per l'escalfament o el fumat del vi, però, en opinió de Galè, aquests vins envellits artificialment no eren tan saludables pel seu consum com els vins envellits de manera natural.
Després de la caiguda de l'Imperi Romà, l'apreciació dels vins envellits era pràcticament inexistent. La majoria dels vins produïts en el nord d'Europa tenien poc cos, color pàl·lid i amb baix contingut d'alcohol. Aquests vins no tenen massa potencial d'envelliment i duren només uns mesos abans de deteriorar-se ràpidament en vinagre. Com més vell es tornava un vi més barat arribava a ser el seu preu puix els comerciants anhelaven desfer-se dels vins vells. Al segle xvi, a la Mediterrània, es produïren vins més dolços i amb més graduació(com malvasia i Sack) i cridaren l'atenció per la seva capacitat d'envelliment. Semblantment, el 'Riesling' d'Alemanya amb la seva combinació d'acidesa i sucre també mostrava la seva capacitat d'envelliment. Al segle xvii es van produir dues innovacions que van canviar radicalment la indústria del vi vista sobre l'envelliment. Una d'elles va ser el desenvolupament del tap de suro i l'ampolla, que permet als productors preservar i emmagatzemar vins en un ambient gairebé hermètic. El segon va ser la creixent popularitat dels vins enfortits com ara el Porto, el Madeira o el Xerès. Es va trobar que l'addició d'alcohol actuava com a conservant, permetent que els vins de sobrevisquessin llargs viatges per mar a Anglaterra, Amèrica i les Índies Orientals. Els anglesos, en particular, foren apreciant cada cop més els vins envellits com el Port i Claret de Bordeus. La demanda de vins envellits va tenir un efecte pronunciat sobre el comerç del vi. Per als productors, el cost i l'espai d'emmagatzematge de barrils o ampolles de vi era prohibitiu així que una classe social de comerciants va evolucionar amb magatzems i finances per facilitar l'envelliment dels vins durant un període més pronunciat. En regions com Bordeus, Borgonya i Porto, aquesta situació va inclinar dramàticament l'equilibri de forces cap a les classes mercants.

## Quin vi pot envellir?

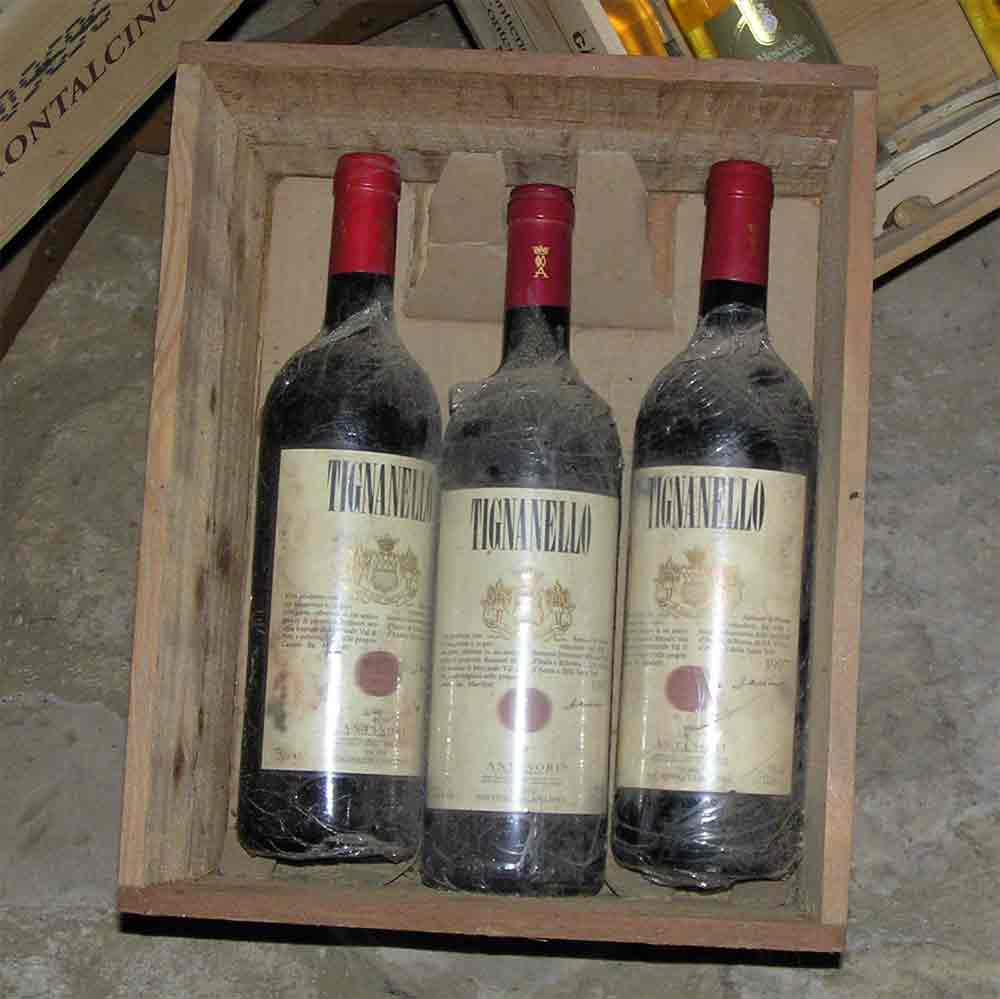
El Tignanello és un vi italià barreja de Sangiovese, Cabernet sauvignon i Cabernet franc —varietats que acostumen a presentar potencial d'envelliment.

Tot i la ben coneguda frase que "tots els vins milloren amb l'edat", de fet només uns quants vins realment tenen la capacitat de millorar de manera significativa amb l'edat. Jancis Robinson assenyala que només al voltant del 10% del total de vi negre i com a màxim el 5% de tots els vins blancs poden millorar significativament amb l'edat de tal manera que poden fer-lo més agradable de beure als 5 anys que en el primer any. A més, segons les estimacions de Robinson, només l'1% del total del vi té la capacitat de millorar de manera significativa després de més d'una dècada. Per això creu que es consumeix vi massa vell i no pas massa jove, i que la majoria de vins comencen a perdre fruitositat després de 6 mesos en ampolla.
En general, els vins amb un pH baix (com el Pinot Noir i Sangiovese) tenen una major capacitat d'envelliment. Amb els vins negres, un alt nivell de compostos aromàtics, com ara compostos fenòlics (més notablement tanins), augmentaran la probabilitat que un vi pugui envellir. Els vins amb alts nivells de fenols són Cabernet Sauvignon, Nebbiolo i Syrah. Els vins blancs amb la major capacitat d'envelliment tendeixen a ésser aquells amb una alta quantitat d'extracte i d'acidesa. L'acidesa en els vins blancs té un paper similar al que els tanins tenen amb els vins negres puix que actuen com a conservants. El procés d'elaboració de vins blancs, que inclouen molt poc o cap contacte amb la pell, fa que els vins blancs tinguin una quantitat significativament menor en nombre de compostos fenòlics (tot i que la fermentació i criança en barril de roure pot impartir-ne alguns fenols). De la mateixa manera, que el contacte de la pell sigui mínim amb el vi rosat en limita el seu potencial d'envelliment.
El 2009, una ampolla de 184 anys de Perrier-Jouët es va obrir i se'n va fer el tast i quedava potable, amb notes de «tòfones i caramel», segons els experts.

## Factors i influències

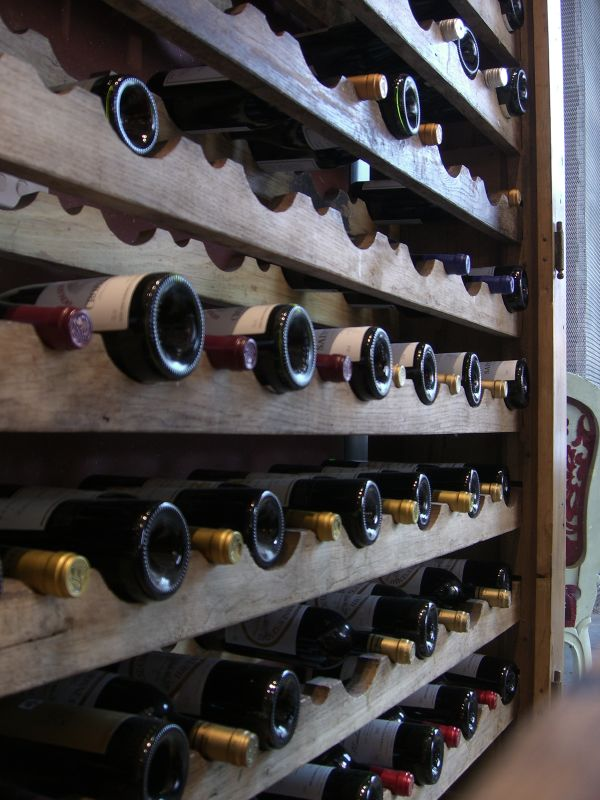
Les condicions d'emmagatzematge poden influir en l'habilitat d'un vi d'envellir.

La proporció de sucres, àcids fenòlics i l'aigua són un factor clau en la determinació de com de bé un vi pot envellir. Com menys aigua hi hagi en el raïm abans de la collita, més probable és que el vi resultant tingui un potencial d'envelliment. La varietat de raïm, el clima, la collita i la pràctica vitivinícola entren en joc aquí. Les varietats de raïm amb la pell més gruixuda, fruit d'una temporada de creixement en sec en la qual s'utilitza poc reg i els rendiments es mantenen baixos tindran menys aigua i una proporció més alta de sucres, àcids i compostos fenòlics. El procés de fer vi de gel, on l'aigua s'extreu del raïm durant el premsat en forma de cristalls de gel congelat, té un efecte similar de disminució de la quantitat d'aigua i n'augmenta el potencial d'envelliment.
A la vinificació, la durada de la maceració o contacte amb la pell influeixen en la quantitat de compostos fenòlics que es filtren al vi. Tanins pigmentats, antocians, col·loides, tanins polisacàrids i proteïnes dels tanins no només influeixen en el color final d'un vi sinó que també hi actuen com a conservants. Quan s'ajusta l'acidesa d'un vi, durant el procés de fermentació, és possible fer que els vins amb un pH més baix tinguin més potencial d'envelliment. L'exposició al roure ja sigui durant o després de la fermentació durant la criança en bóta introduirà més compostos fenòlics dels vins. Abans de ser embotellat, l'excés de filtrat del vi podrien danyar-ne alguns sòlids fenòlics i disminuir-ne la capacitat d'envelliment.

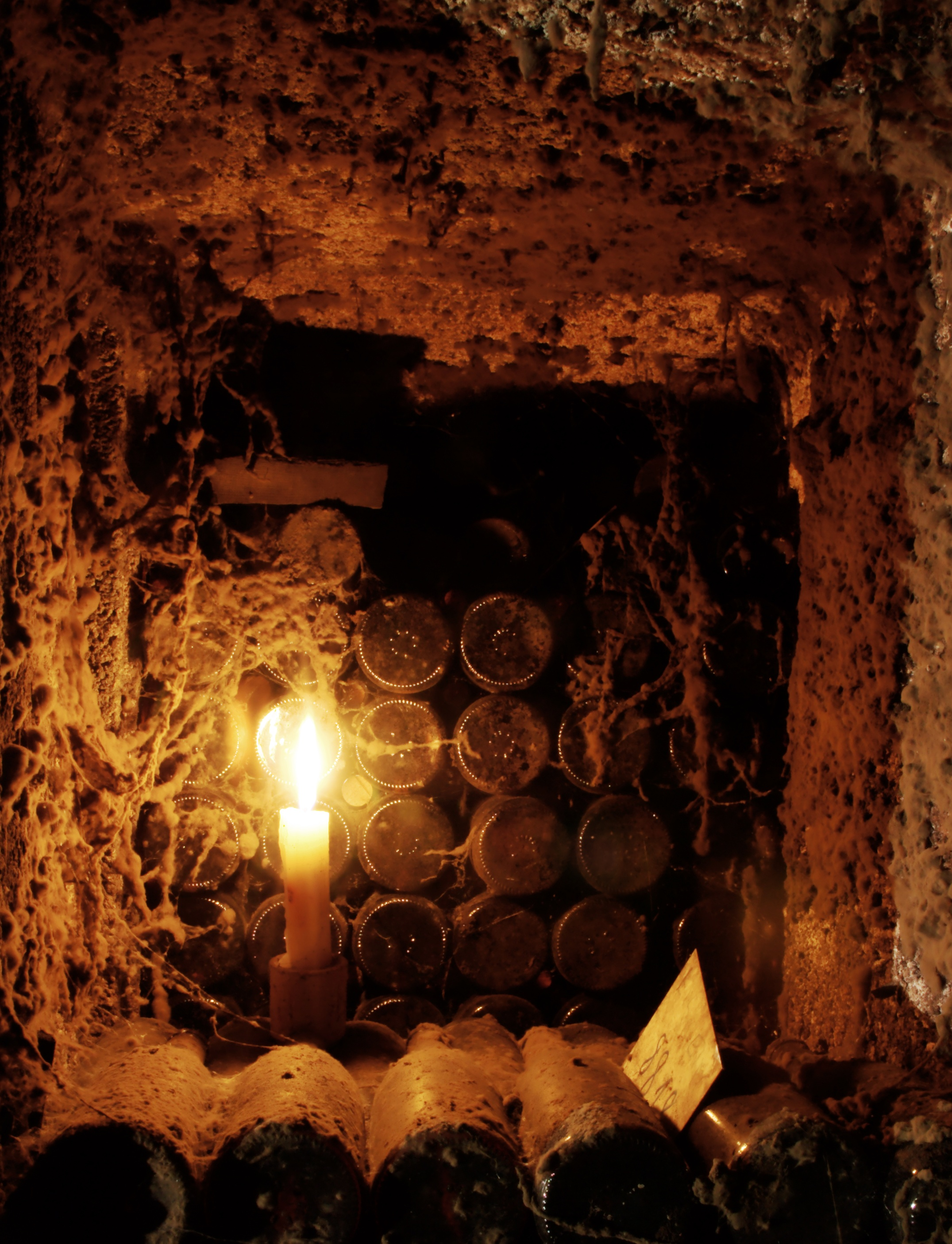
Ampolles de vi en un celler d'envelliment sota terra

les condicions d'emmagatzematge del vi embotellat influiran en l'envelliment d'un vi. Les vibracions i fluctuacions de calor poden accelerar el deteriorament d'un vi i causar-ne efectes adversos. En general, un vi té més potencial per desenvolupar un buquet més complex i aromàtic si se li permet envellir a poc a poc en un ambient relativament fresc. Com més baixa sigui la temperatura, més lentament es desenvolupa un vi. De mitjana, la taxa de reaccions químiques en el vi es doblen per cada augment de 8°C de temperatura. Experts del vi com Karen MacNeil, recomanen mantenir els vins destinats a l'envelliment en un lloc fresc amb una temperatura constant al voltant de 13 °C. El vi pot ésser emmagatzemat a temperatures de fins a 20 °C sense efectes negatius a llarg termini. El professor Cornelius Ough de la Universitat de Califòrnia, creu que el vi pot estar exposat a temperatures de fins a 49 °C durant unes hores i no patir-ne danys. No obstant això, la majoria dels experts creuen que les fluctuacions extremes de temperatura (per exemple, repetir la transferència d'un vi d'una estança calenta a un frigorífic, aire fred) són perjudicials per al vi. També s'han d'evitar els raigs ultraviolats de la llum solar directa pels radicals lliures que poden desenvolupar-se en el vi i resultar-ne en la seva oxidació.
Els vins envasats en ampolles de gran format (com ara de 3 litres) sembla que envelleixen més lentament que els envasats en les usuals ampolles de 750 ml o mitges ampolles. Això pot ser degut a la major proporció d'oxigen al qual s'exposa el vi durant el procés d'envasat. L'aparició d'alternatives al tap de suro, com ara les tapes roscades i els taps sintètics han obert un debat sobre el potencial d'envelliment dels vins segellats amb aquests tancaments alternatius. Actualment no hi ha resultats concloents i el tema és objecte de recerca en curs.

## Envelliment artificial
La humanitat ha utilitzat des de fa molt anys mitjans artificials per a intentar accelerar el procés natural d'envelliment del vi. A l'antiga Roma, una cambra de fum que es coneixia amb el nom de 'fumarium' s'utilitzava per realçar el sabor del vi a través de l'envelliment artificial. La cambra era construïda damunt d'una llar de foc i s'hi col·locaven àmfores per tal d'impartir un sabor fumat en el vi, mecanisme que també semblava aguditzar-ne l'acidesa. El vi de vegades sortia del fumarium amb un color més pàl·lid, com s'hi fos un vi anyenc. Les tècniques modernes de vinificació com la micro-oxigenació poden tenir com a efecte col·lateral l'envelliment artificial del vi. En la producció de vins de Madeira i ranci, els vins són deliberadament exposats a temperatures excessivament altes per a accelerar la maduració del vi. Altres tècniques utilitzades per a envellir artificialment els vins artificialment (amb resultats no concloents sobre la seva eficàcia) inclouen agitar el vi, exposar-los a radiació, magnetisme o ones ultrasòniques. Més recentment, experiments amb l'envelliment artificial a través d'electricitat d'alt voltatge ha produït resultats per sobre de la resta de tècniques, avaluades per un panell de tastadors.